# Come (Noiseprojekt)
Come ist ein britisches Noiseprojekt, das 1979 von William Bennett gegründet wurde. In der kurzen Zeit seines Bestehens hatte es so prominente Mitglieder wie Daniel Miller (u. a. Gründer von Mute Records) oder J. G. Thirlwell (Foetus). Zugunsten von Bennetts Hauptband Whitehouse wurde das Projekt nach zwei LPs und einer Single 1981 eingestellt.
Die Come Organisation wurde als Label für Come gegründet und fungierte auch weiter als Label für Whitehouse, bis zur Pause der Band.

## Diskografie
- 1979: Come Sunday / Shaved Slits (7")
- 1980: Rampton (LP)
- 1981: I'm Jack